# 1670er
Portal Geschichte | Portal Biografien | Aktuelle Ereignisse | Jahreskalender | Tagesartikel

◄ |
16. Jh. |
17. Jahrhundert
| 18. Jh. | ►

◄ |
1640er |
1650er |
1660er |
1670er
| 1680er | 1690er | 1700er | ►

1670 |
1671 |
1672 |
1673 |
1674 |
1675 |
1676 |
1677 |
1678 |
1679

## Ereignisse
- 1672 bis 1678: „Holländischer Krieg“: Frankreich, Schweden, England gegen Niederlande, Österreich, Spanien, Brandenburg.
- 1676: Das Hôtel des Invalides, ein staatliches Krankenhaus für Soldaten, wird in Frankreich eröffnet.

## Persönlichkeiten
- Ludwig XIV., König von Frankreich und Navarra
- Leopold I., Kaiser des Heiligen Römischen Reiches Deutscher Nation, König von Ungarn, König von Böhmen
- Karl II., König von Spanien
- Friedrich Wilhelm, Kurfürst und Herzog von Brandenburg-Preußen
- Innozenz XI., Papst
- Clemens X., Papst
- Alexei I., Zar in Russland
- Fjodor III., Zar in Russland
- Karl II., König von England, Schottland und Irland
- Reigen, Kaiser von Japan
- Kangxi, Kaiser von China